# Edvard Sørensen
Niels Edvard Sørensen (29. august 1893 i Lindbjerg ved Randers – 15. maj 1954) var en dansk politiker (Venstre).
Født i Lindbjerg ved Randers, søn af arbejdsmand og statshusmand Søren Sørensen og hustru Ane Nielsen. 
Formand for Venstres Ungdom 1927-29. Folketingsmand for Venstre i Aalborg Amt fra 24. april 1929, Opstillingskreds Bælum. Formand for partiet Venstre i perioden 1949 – 1950. Ridder af Dannebrog.
Overtog et husmandsbrug i Lindbjerg 1918, slagterforretning 1917-29, medlem af hovedbestyrelsen for Venstres Ungdoms Landsorganisation 1919-20 og 1922-23 (Næstformand 1923-27, formand 1927-29), af sognerådet 1925-33 (Formand 1928-29), af Folketinget (Venstre; Bælumkredsen) fra 1929, af bestyrelsen for Randers Amts Sognerådsforening fra 1932 (formand fra 1933), af bestyrelsen for De samvirkende Sognerådsforeninger fra 1933 (formand fra 1942), af repræsentantskabet for Kreditforeningen af Kommuner i Danmark fra 1935 (næstformand fra 1938, formand fra 1940), af Mæglingsrådet for kommunal Lægehjælp fra 1935, af Amtsrådet fra 1935, af Tilsynsrådet for Handelsbanken i Randers fra 1938, af Skattekommissionen af 1937, af Landsskatteretten fra 1938, af Erhvervsskatteudvalget fra 1942, af Trafikkommissionen af 1943, af Overbevillingsnævnet fra 1943 og af Indlemmelsesnævnet fra 1943, formand for Sygehusrådet 1946 og for Biografkommissionen 1947, medlem af Forfatningskommissionen 1946 og af Motorkommissionen af 24. marts 1947, tillidsmand for Landsforeningen Danmarks Bilruter fra 1939; medlem af bestyrelsen for Hadsundbanen fra 1942 og af Jernbanerådet fra 1942, formand for Venstres Folketingsgruppe 1945, medlem af Udenrigspolitisk Nævn, formand 1946-47.

## Ekstern kilde/henvisning
- Gunnar Fog-Pedersen, Vor Regering og Rigsdag, Nordisk Forlag, København 1938.
- Kraks Blå Bog 1949 Arkiveret 13. februar 2015 hos  Wayback Machine